# Boophis tampoka
Boophis tampoka is een kikker uit de familie gouden kikkers (Mantellidae). De soort werd voor het eerst wetenschappelijk beschreven door Jörn Köhler, Frank Glaw en Miguel Vences in 2008. De soort behoort tot het geslacht Boophis.

## Leefgebied
De kikker is endemisch in Madagaskar. De soort komt voor in het westen van het eiland, zo ook in Tsingy de Bemaraha, en leeft op een hoogte van ongeveer 150 tot 450 meter boven zeeniveau of hoger.